# Замок Аоба
Замок Аоба (яп. 青葉城) — японский замок, также известный под названием Сэндайский замок, расположенный на горе Аоба в городе Сэндай. Национальный исторический памятник (с 2003). Часто, с учётом только частичного восстановления памятника, это место называют руинами Сэндайского замка.

## Расположение
Сэндайский замок расположен на горе Аоба, расположенной на противоположном от основной части города берегу реки Хиросэ. С места расположения замка открывается панорамный вид на город Сэндай. Территория замка защищена скалами с юга и востока, а с запада — густым лесом. Этот лес, строго охранявшийся в период Эдо, является на сегодня редким примером оставшихся девственных лесов Хонсю. В настоящее время основная часть территории находится в ведении университета Тохоку как университетский ботанический сад. Небольшая часть территории замка (парк Аобаяма) принадлежит городу Сэндай.
Вокруг Сэндайского городского музея в Санномару можно увидеть рвы и каменные стены. Отсюда можно пройти по горной тропе к сохранившейся высокой каменной стене Хоммару на вершине горы Аоба. Из Хоммару можно видеть центр города Сэндай и Сэндайскую равнину на востоке, а также (в хорошую погоду) побережье Тихого океана. Руины Ниномару на северной стороне замка в настоящее время являются территорией Университета Тохоку. Восточная и северо-восточная части горы представляют собой части парка Аобаяма, принадлежащего городу Сэндай.

## Описание

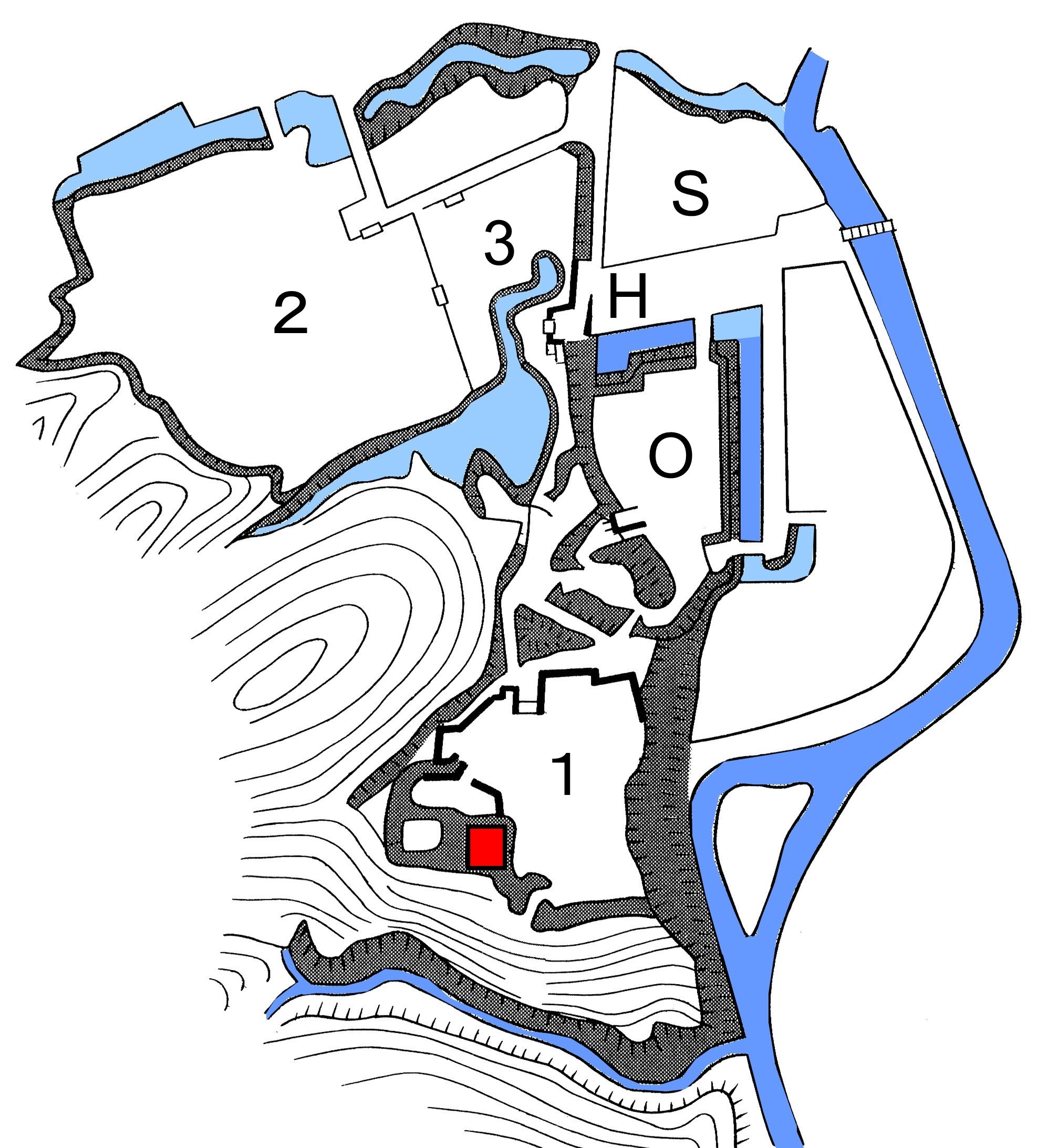
План замка Аоба

Замковый холм окружён рекой Хиросэ на севере и востоке, крутой скалистый склон защищает территорию с юга. Хотя естественная защита замка была достаточно мощной, искусственные защитные сооружения замка были минимальны, поскольку роль замка была в большей степени административной, чем военной. Внутренняя цитадель (1) имеет высоту около 115 м. К северу от неё находилась внешняя цитадель Ниномару (2) и Санномару (3), восточнее находилась цитадель высших самураев (S). Мост через реку, от которого дорога вела к главным воротам Омотэмон (H). Замок Хигасиномару был расположена над этой входной зоной. Фундамент главной башни замка  (красный квадрат). Хоммару был защищён четырьмя трёхэтажными сторожевыми башнями. В Хоммару и Ниномару размещалась резиденция. Резиденция, расположенная в Хоммару, была построена в великолепном стиле периода Момояма и, как говорят, была сравнима с дворцом Тоётоми Хидэёси Дзуракудай в Киото.
Сегодня всё, что осталось от сооружений замка – часть наружной стены и сторожевая башня. Здесь расположена смотровая площадка, открывающая панорамный вид на Сэндай, и конный памятник Датэ Масамунэ в доспехах. На территории Замка находится синтоистский храм Гококу, в котором поклоняются душам погибших за Японию воинов. В выставочном зале можно увидеть воссозданное с помощью компьютера изображение замка Сэндай, а также ознакомиться с документами, касающимися замка.

## История

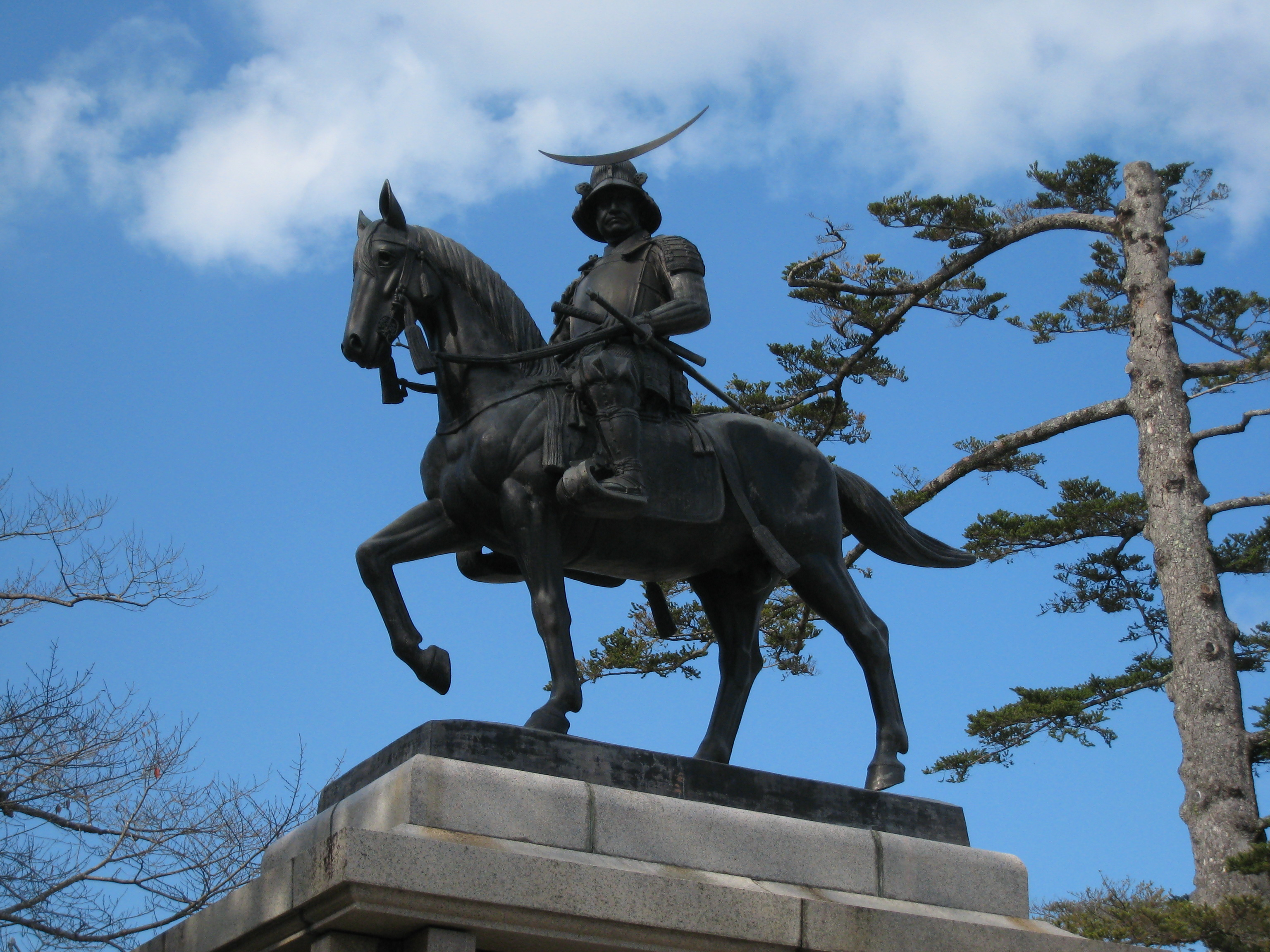
Конная статуя основателя Сэндая — Датэ Масамунэ

На месте Сэндайского замка, на горе Аоба, находилась укрепленная резиденция одной из ветвей клана Симадзу. В начале 1600-х место было занято кланом Датэ.
После битвы при Сэкигахаре в 1601 году район посетил Токугава Иэясу, который переименовал «Гору Аоба» в «Сэндай». Первый даймё Сэндая Датэ Масамунэ начал строительство замка у подножия холма (1601). План замка соответствовал плану европейских крепостей. Работы над замком, включая были завершены вторым даймё Сэндая Датэ Тадамунэ только в 1637 году.
В течение приблизительно 270 лет, с момента постройки Датэ Масамунэ замка Аоба, он являлся резиденцией клана Датэ, правящего Сэндайским княжеством. Замок Сэндай занимал площадь около 66 тыс. м2  и представлял собой крупный замок, соответствующий значимости клана Датэ. 
Замок неоднократно восстанавливался после разрушений, причиняемых ему землетрясениями и другими разрушающими факторами. 
В период Бакумацу замок стал одним из опорных центров Северного союза. По окончании Войны Босин, закончившейся победой императорских сил, замок окончательно прекратил играть роль оборонительного сооружения. Захваченный правительством Мэйдзи после капитуляции Сэндая часть зданий замка были демонтированы в 1870-х годах.

### Хронология (с 1870)
- 1871 год: Передача территории замка Императорской японской армии, которая использовала его в качестве базы для гарнизона Сэндай. В этот период Хоммару был разрушен, а камень и дерево были отвлечены на строительство казарм.
- 1882 год: Большой пожар уничтожил большинство из оставшихся сооружений замка, кроме Омотэмона, Вакиягура и Тораномона.
- 1902 год: На месте Хоммару был построен синтоистский храм Гококу (国 神社, Гококу-дзиндзя), в честь погибших на войне.
- 1920 год: Средние ворота на пути из Омотэмона в Хоммару были снесены и перенесены в главные ворота кабинета нынешнего губернатора.
- 1931 год: Две из немногих сохранившихся построек замка — ворота Омотэмон и угловая башня Вакиягура объявлены японским правительством национальным достоянием.
- Май 1935 года: В ознаменование 300-летия со дня смерти Масамунэ в Хоммару была воздвигнута Конная статуя Масамунэ.
- 1943 год: Статуя Масамунэ верхом на лошади была убрана по указу о сборе металла на военные нужды. Должны были отправить на переплавку всю статую, но после войны было обнаружено, что не отправились в переплавку голова и грудь всадника. Этот бюст в настоящее время выставлен в Санномару (Городской музей Сэндай).

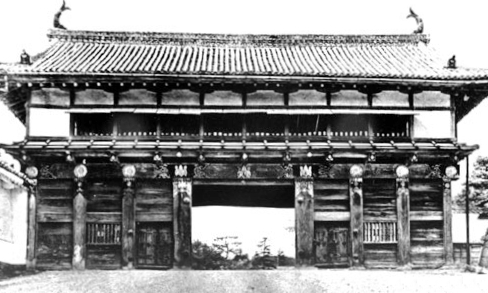
Ворота Омотэмон (1938)

- В конце войны на Тихом океане на рассвете 10 июля 1945 года, во время воздушного налета авиации США на Сэндай, зажигательные бомбы, вызвали пожар и уничтожение в огне Омотэмона и Вакиягура, также сгорел храм Гококу. В результате единственное здание, которое сохранилось со времен Эдо, — это Тацумимон в Санномару.

Во время оккупации Японии после её капитуляции во Второй мировой войне (1945—1952) территория замка попала под контроль армии США, которая разрушила все оставшиеся сооружения периода Эдо. Замок был возвращен Японии в 1957 году. В 1961 году на территории замка был построен городской музей. В течение следующих десятилетий каменный фундамент, некоторые стены и некоторые деревянные конструкции были воссозданы, а в 2006 году замок Аоба был признан одним из 100 самых красивых замков Японии.